# Sortjord
Sortjord (Chernozem, ukrainsk: Чорнозем, tr. tjornozem;, tr. tjernozjom; dansk: ~ sort jord) er den karakteristiske jordtype i verdens steppeområder. I uberørt form består den af 4 lag (se illustrationen): Ap, som er et dybt mørkebrunt lag i 0-25 cm dybde, har et meget højt indhold af humus. Ah er et brunsort lag i 25-65 cn dybde, som har et højt indhold af humus, A CaC er et gulbrunt lag i 65-90 cm dybde, hvor man finder et svagt indhold af humus. C er et gulligt lag i 90-120 cm dybde, som består af rent löss.

## Geografisk udbredelse
Denne jordtype findes på de eurasiske stepper, de amerikanske prærier og de sydamerikanske pampas. Man formoder, at jordtypen er opstået gennem henved 10.000 års vækst af planter med et dybtgående rodnet, og i hvert fald på de amerikanske prærier er årsagssammenhængen tydelig.